# Línea E5 (EMT Madrid)
La línea E5 (a efectos de numeración interna, 405) de la EMT de Madrid une la estación de Manuel Becerra con el barrio de El Cañaveral (Vicálvaro).

## Características
Fue puesta en servicio el 17 de marzo de 2021. La línea tiene carácter exprés, aunque atraviesa la zona de Vicálvaro. Es la segunda línea urbana en servir al barrio tras la creación del SE723 el 17 de octubre de 2018 (desde marzo de 2020, línea 159). La línea 290 también presta servicio al Cañaveral, conectándolo con el municipio de Coslada y el centro comercial Plenilunio, ubicado en el Polígono de las Mercedes.

### Frecuencias
| Lunes a viernes laborables |               |
| De 6:00 a 7:00             | 9-15 minutos  |
| De 7:00 a 9:00             | 7-10 minutos  |
| De 9:00 a 20:00            | 9-15 minutos  |
| De 20:00 a 23:00           | 14-22 minutos |
| Sábados laborables         |               |
| De 6:00 a 11:00            | 18-33 minutos |
| De 11:00 a 21:00           | 18-19 minutos |
| De 21:00 a 23:00           | 18-26 minutos |
| Domingos y festivos        |               |
| De 7:00 a 10:00            | 24-34 minutos |
| De 10:00 a 22:00           | 23-25 minutos |
| De 22:00 a 23:00           | 23-35 minutos |

## Recorrido y paradas

### Sentido El Cañaveral
| Código | Parada                                   | Común con             | Conexiones con Metro y Cercanías | Otros |
| ------ | ---------------------------------------- | --------------------- | -------------------------------- | ----- |
| 3761   | MANUEL BECERRA (C/ Francisco Silvela, 2) | 38 110                | Manuel Becerra                   |       |
| 1427   | Manuel Becerra                           | 56 143 156 C1         | Manuel Becerra                   |       |
| 150    | Casa de la Moneda                        | 2 30 56 71 143 156 E4 | O'Donnell                        |       |
| 1064   | Avenida de Daroca-Casalarreina           | 100 130 E3            |                                  |       |
| 4546   | Metro Vicálvaro                          | 4 106 E3 287          | Vicálvaro                        |       |
| 4552   | San Cipriano                             | 4 106 E3 287          | San Cipriano                     |       |
| 5321   | San Cipriano-Minerva                     | 4 E3 287              |                                  |       |
| 5109   | Puerta Arganda                           | 100                   | Puerta de Arganda Vicálvaro      |       |
| 4801   | Miguel Delibes-Alto del Esparragal       | 159                   |                                  |       |
| 51003  | Miguel Delibes-Mario Moreno Cantinflas   | 159                   |                                  |       |
| 5049   | EL CAÑAVERAL (C/ Blas de Lezo-Ilusión)   |                       |                                  |       |

### Sentido Manuel Becerra
| Código | Parada                                   | Común con                  | Conexiones con Metro y Cercanías | Otros |
| ------ | ---------------------------------------- | -------------------------- | -------------------------------- | ----- |
| 5049   | EL CAÑAVERAL (C/ Blas de Lezo-Ilusión)   |                            |                                  |       |
| 4722   | Miguel Delibes-Cantinflas                | 159                        |                                  |       |
| 4803   | Miguel Delibes-Alto del Esparragal       | 159                        |                                  |       |
| 5108   | Puerta Arganda                           | 100 287                    | Puerta de Arganda Vicálvaro      |       |
| 5322   | San Cipriano-Minerva                     | 4 E3 287                   |                                  |       |
| 1069   | San Cipriano                             | 4 106 E3 287               | San Cipriano                     |       |
| 1074   | Metro Vicálvaro                          | 4 106 E3                   | Vicálvaro                        |       |
| 1065   | Avenida de Daroca-Casalarreina           | 4 E3                       |                                  |       |
| 5620   | Metro O'Donnell                          | E2 E3 E4 Exprés Aeropuerto | O'Donnell                        |       |
| 5619   | O'Donnell-Narváez                        | E2 E3 E4                   |                                  |       |
| 2215   | Felipe II                                | 26 61 E4                   | Goya                             |       |
| 682    | Alcalá-Manuel Becerra                    | 21 43 53 146               | Manuel Becerra                   |       |
| 3761   | MANUEL BECERRA (C/ Francisco Silvela, 2) | 38 110                     | Manuel Becerra                   |       |